# (8537) Billochbull
(8537) Billochbull (1993 FG24) – planetoida z pasa głównego asteroid okrążająca Słońce w ciągu 5,31 lat w średniej odległości 3,04 au. Odkryta 21 marca 1993 roku. Nazwana na cześć Billa i Bulla (szw. Bill och Bull) – dwóch kotów występujących w serii książek dla dzieci o Filonku Bezogonku.